# ایستگاه پیکو
ایستگاه پیکو (انگلیسی: Pico station) یکی از ایستگاه‌های خط ای و خط ئی متروی لس آنجلس است.
این ایستگاه که در سال ۱۹۹۰ تأسیس و در سال ۲۰۱۹ بازسازی شده در خیابان فلاور در تقاطع بلوار پیکو واقع شده است.